# Венерий Медиоланский
Венерий (лат. Venerius, итал. Venerio; умер 4 мая 408) — святой епископ Медиоланский. День памяти — 4 мая.

## Биография
Почти ничего не известно о жизни святого Венерия до его избрания епископом Медиолана (современный Милан). Согласно историку V века Павлину Диакону, Венерий был диаконом. Он присутствовал при смерти святителя Амвросия Медиоланского в 397 году, и был избран епископом после смерти святого Симплициана зимой с 400 на 401 год. Он был уже епископом Медиолана, когда он получил запрос на поместном соборе, состоявшемся 18 июня 401 года в Карфагене, чтобы отправить в Северную Африку некоторых клириков из своей епархии. Одним из отправленных священнослужителей был Павлин.
Св. Венерий также известен своим письмом к папе римскому Анастасию относительно осуждения идей Оригена и его последователей. Св. Венерий также упоминается в письме того же папы римского епископу иерусалимскому Иоанну II.
В 404 году св. Венерий вместе с папой Римским Иннокентием I и св. Хроматием, епископом Аквилейским встали на защиту св. Иоанна Златоуста, который был несправедливо изгнан из Константинополя, написав в его защиту Гонорию, императору Западно-Римской империи, который написал своему брату Аркадию, императору Восточно-Римской империи. Это вмешательство, однако, ничего не дало.